# 周至県
周至県（しゅうし-けん）は、中華人民共和国陝西省西安市に位置する県。旧称は盩厔（ちゅうちつ）県であり、1964年に改名した（盩・周はzhōu、厔・至はzhìで同音）。いわゆる関中地区にあり、南に秦嶺山脈を控え、北の渭水に面している。盩厔とは山河が曲がりくねっているという意味である。

## 地理
東経107°39'から108°37'・北緯33°42'から34°14'に位置し、温帯大陸性モンスーン気候。年平均気温は13.2℃、降水量は674.3mm、日照時間は1993.7時間、霜のおりない日は225日。

## 歴史
前漢武帝の時代に盩厔県として設置された。後漢により一時廃止されたが、西晋により再設置され現在に至る。山水の趣が優れているとされたことから山曲を表す「盩」と水曲を表す「厔」が件名に採用された。
唐代に至るまで畿内の県として重要視され、京兆郡の管轄とされた。806年（元和元年）、白居易が県尉として赴任しており、『長恨歌』が詠まれたのもこの時期とされている。
南西部の秦嶺山脈の山中にある老県城村は1922年まで仏坪県の県城であった。
伝統工芸としては刺繍が有名であり「刺繍の郷（刺绣之乡）」の異称を有す。

## 行政区画
- 街道:二曲街道
- 鎮:唖柏鎮、終南鎮、馬召鎮、集賢鎮、楼観鎮、尚村鎮、広済鎮、厚畛子鎮、青化鎮、竹峪鎮、翠峰鎮、四屯鎮、司竹鎮、九峰鎮、富仁鎮、駱峪鎮、陳河鎮、板房子鎮、王家河鎮

## 交通
周至県は東に西安市街、西に宝鶏市に接し、南に漢中市、北へは楊陵区に通じている。310国道が東西に通り隴海鉄路が並行している。108国道は南北に縦貫し、西宝高速公路と連なっており、西安咸陽国際空港へは北に50キロメートル。

## 観光
- 太白山
- 楼観台
- 仙游寺
- 大秦塔

## 物産
- キウイフルーツ
- 刺繍 - 気候の温和なことから桑の栽培及び養蚕が盛んとなり、生糸で絹織物を作り出す。周至刺繍は秦繍を代表する。